# Pseudomonas putida
Pseudomonas putida es una de las especies de mayor interés industrial entre las bacterias del género Pseudomonas porque además de su potencial de degradación de compuestos aromáticos y xenobióticos presenta la capacidad de colonizar el sistema radicular de las plantas, formar biopelículas y bioplásticos y ser manejable desde el punto de vista genético. 
La cepa P. putida KT2440 es una mutante deficiente del sistema de restricción de ADN de la cepa P. putida mt-2 aislada originalmente en Japón. Esta última cepa es portadora del plásmido TOL: pWW0, que codifica una ruta de degradación de tolueno y xilenos que es una de las mejor caracterizadas en el ámbito de la biodegradación en cuanto a los aspectos bioquímico y genético. 
En 1981 el Comité de ADN Recombinante de los Institutos Nacionales de Salud de los Estados Unidos certificó que la cepa P. putida KT2440 curada del plásmido TOL no es patógena para los animales y las plantas y se puede considerar un huésped seguro en la clonación de genes de bacterias del suelo. El genoma completo de P. putida KT2440 fue secuenciado hace poco y se encuentra disponible en bases de datos de libre acceso, lo que constituye una herramienta muy valiosa para el análisis funcional de la información genética del microorganismo (número de acceso en GenBank AE015451).